# Turc du Khwarezm
Cet article concerne le chorasmien de la famille turcique. Pour le chorasmien de la famille iranienne, voir Chorasmien (langue).
Le turc du Khwarezm est une ancienne langue turque littéraire de la Horde d'or en Asie centrale et en Europe orientale. C’est une forme préliminaire du tchaghataï, basée sur le vieux turc avec des éléments oghouze et kiptchak.